# アカクサインコ
アカクサインコ （学名：Platycercus elegans）は、オウム目インコ科に分類される鳥類の一種。  

## 分布
オーストラリア。
クイーンズランド州ケアンズ周辺、サウス・イースト・クイーンズランドからニューサウスウェールズ州、ビクトリア州、南オーストラリア州の東南部まで。また、ノーフォーク島とニュージーランドに移入された。

## 形態
全長32-37cm、体重約129g。
亜種により色彩が大きく異なる。他亜種と、基亜種の違いは分類で後述。
雌雄ほぼ同色で基亜種はほぼ全身が深紅色である。また全亜種に共通するのは、尾羽、ほお、雨覆は青色で、背面には黒色から濃紺色のうろこ様の斑が入る。基亜種の幼鳥は背面、腹面、尾羽がオリーブ色である。

## 生態
亜熱帯雨林、乾いたユーカリの森、川辺の植生など様々な環境に適応している。
繁殖期は9月から1月で、巣は期の樹洞に作られる。1回の産卵で4から8個の白い卵を産卵し、メスが単独で抱卵する。卵は約20日で孵化する。給餌は雌雄ともに行い、約35日で巣立ちする。

## 分類
6亜種が確認されている。実際にCrimson（深紅色）とされるほどの色彩をしているのはP. e. elegans、P. e. nigrescensである。また分布域が重なる地域では、色が混ざり合う。
- P. e. elegans：Crimson Rosella。基亜種。
- P. e. nigrescens：クイーンズランド州北部亜種。基亜種よりも小さく、色が濃い。
- P. e. subadelaidae：Adelaide Rosella。アデレード周辺亜種。基亜種の深紅色の部分が、本亜種では黄色からオレンジ色をしている。
- P. e. fleuriensis：アデレード南部からカンガルー島にかけて分布。背面は黄色で、黒色のうろこ様の斑が入り、腹面はオレンジ色。
- P. e. melanoptera：カンガルー島亜種。上記2亜種よりも色が濃く、より赤く、大きい。
- P. e. flaveolus：Yellow Rosella。ニューサウスウェールズ州とビクトリア州の内陸部の州境あたりに分布する。基亜種の深紅色の部分は本亜種では黄色。